# Ab Abspoel
Albert (Ab) Abspoel (Den Haag, 29 april 1925 – Amstelveen, 28 maart 2000) was een Nederlands acteur.
Abspoel was getrouwd met de actrice Louise Ruys (1925-2008). Hij werd begraven op begraafplaats Zorgvlied.
Programmamaker Michael Abspoel van Man bijt hond is de zoon van Ab Abspoel.

## Filmografie
- De Brekers (televisieserie) - Toon (1985 en 1988)
- Baantjer (televisieserie) - Lowietje (23 afl., 1998-1999)
- Baantjer: De Cock en de wraak zonder einde (televisiefilm, 1999) - Lowietje
- Het Zonnetje in Huis (televisieserie) - Bert Jansen (5 afl., 1994)
- Coverstory (televisieserie) - Gerrit van Beek (afl. 1.4, 1993)
- Van der Valk (televisieserie) - Maarten Post (afl. Still Waters, 1992)
- Sjans (televisieserie) - Man in de nacht (afl. Kamernummers, 1992)
- In de Vlaamsche pot (televisieserie) - Agent (afl. Baby, 1990)
- Medisch Centrum West (televisieserie) - Vader Postma (1989)
- Wilde Harten (1989) - Politieman in ziekenhuis
- Dossier Verhulst (televisieserie) - Hendriks (afl. De aanslag, 1987, De vergelding, 1987)
- Moordspel - Musters (afl. Ilussie Verstoord, 1987)
- Het wassende water (televisieserie, 1986)
- De aanslag (1986) - Man in café
- Zeg 'ns Aaa (1985-1993) - Patiënt
- De Schorpioen (1984) - Dikke man
- Moord in extase (1984) - Postbode
- Herenstraat 10 (televisieserie) - Koos Mulder (1983)
- De lift (1983) - Chef Jongbloed
- De zesde klas (miniserie, 1983) - Meester Goedzak
- De smaak van water (1982) - Portier
- Come-Back (1981) - Maas
- Het meisje met het rode haar (1981) - NSB'er
- Een vlieger voor God (1981) - Vader
- SOKO 5113 (televisieserie) - Rol onbekend (afl. Kokain: Deel 1, 2 & 3, 1980)
- Spetters (1980) - Riens vader
- De verwording van Herman Dürer (1979) - Vader
- Doctor Vlimmen (1978) - Boer met bevallende koe
- Keetje Tippel (1975) - Agent
- De zaak Sacco en Vanzetti (1966) - William H. Proctor
- Fietsen naar de maan (1963) - Everts collega, een decorateur
- De overval (1962) - PTT-monteur Jan
- De vier dochters Bennett (1961-1962) - kapitein Danny ( afleveringen: 1.1, 1.2, 1.3, 1.4, 1.5 en 1.6)
- Nacht op Zee (televisiespel, 1961) - Rol onbekend
- S 14 vermist (televisiefilm, 1959) - Rol onbekend